# 유럽 고속도로 442호선
유럽 고속도로 442호선(European route E442)은 체코 카를로비바리에서 슬로바키아의 질리나까지 이르는 B-클래스급 고속도로이다. 총 연장은 607 km이다.

## 경로
- 체코
  - E48, E49 : 카를로비바리
  - E55 : 테플리체
  - E65 : 투르노프
  - E67 : 흐라데츠크랄로베
  - E462 : 올로모우츠
- 슬로바키아
  - E50, E75 : 질리나